# Abdulabad
Abdulabad è un comune dell'Azerbaigian situato nel distretto di Hacıqabul. Conta una popolazione di 2 838 abitanti.